# Харисджин (Північна Осетія)
Харисджин (ос. Хæрисджын) — село в Алагирському районі Республіки Північна Осетія-Аланія. Входить до складу Фіагдонського сільського поселення.

## Географія
Село розташоване у верхів'ях Куртатинської ущелини, на лівому березі річки Фіагдон. Лежить за 5 км на північний захід від центру сільського поселення Верхній Фіагдон, за 52 км на південний схід від районного центру Алагир і за 55 км на північний захід від Владикавказа.
Село межує з Цейським заказником.

## Історія
2005 року, відповідно до Закону Республіки Північна Осетія-Аланія від 5 березня 2005 року № 11-рз, село увійшло до складу утвореного Фіагдонського сільського поселення.

## Населення
Помилка Lua у package.lua у рядку 80: module 'Модуль:Statistical/RUS-NOR' not found.

## Відомі уродженці
- Марзаганов Харитон Таймуразович (нар. 1939) — заслужений тренер України з вільної боротьби.